# Джиджавадзе, Аиша Мемедовна
Аиша Мемедовна Джиджавадзе (1911 год, село Хуцубани, Батумская область, Российская империя — 2005 год, село Хуцубани, Кобулетский муниципалитет, Грузия) — колхозница колхоза имени Сталина Хуцубанского сельсовета Кобулетского района, Аджарская АССР, Грузинская ССР. Герой Социалистического Труда (1949).

## Биография
Родилась в 1911 году в крестьянской семье в селе Хуцубани Батумской области. С раннего возраста трудилась в сельском хозяйстве. С 1930 года — колхозница колхоза имени Сталина Хуцубанского сельсовета Кобулетского района.
В 1948 году собрала 6119 килограммов чайного листа на площади 0.5 гектара. Указом Президиума Верховного Совета СССР от 29 августа 1949 года удостоена звания Героя Социалистического Труда за «получение высоких урожаев сортового зелёного чайного листа и цитрусовых плодов в 1948 году» с вручением ордена Ленина и золотой медали «Серп и Молот» (№ 4637).
Этим же указом званием Героя Социалистического Труда были награждены колхозницы Хурие Ахмедовна Бабуладзе, Фериде Сулеймановна Давитадзе, Тунтула Хусаиновна Моцкобили, Гули Хусаиновна Джиджавадзе, , Фадима Хасановна Катамадзе и Гули Алиевна Шакаришвили.
В 1968 году вышла на пенсию. Проживала в родном селе Хуцубани Кобулетского района. Умерла в 2005 году.
Награды
- Герой Социалистического Труда
- Орден Ленина
- Медаль «За трудовую доблесть» (19.07.1950)